# Buenache de Alarcón
Buenache de Alarcón è un comune spagnolo di 499 abitanti situato nella comunità autonoma di Castiglia-La Mancia.